# Красноборское сельское поселение (Ульяновская область)
Краснобо́рское се́льское поселе́ние — муниципальное образование в составе Тереньгульского района Ульяновской области. Административный центр — село Красноборск.

## Население
| 2010  | 2012  | 2013  | 2014  | 2015  | 2016  | 2017  |
| ----- | ----- | ----- | ----- | ----- | ----- | ----- |
| 1619  | ↘1558 | ↘1534 | ↘1504 | ↘1482 | ↘1462 | ↘1440 |
| 2018  | 2019  | 2020  | 2021  |       |       |       |
| ↘1403 | ↘1352 | ↘1342 | ↘1242 |       |       |       |

## Состав сельского поселения
В состав поселения входят 8 населённых пунктов: 1 деревня, 4 села и 3 посёлка.
| № | Населённый пункт | Тип населённого пункта       | Население |
| - | ---------------- | ---------------------------- | --------- |
| 1 | Андреевка        | деревня                      | 12        |
| 2 | Зеленец          | село                         | 712       |
| 3 | Красноборск      | село, административный центр | 852       |
| 4 | Лесные Поляны    | посёлок                      | 2         |
| 5 | Новая Ерыкла     | село                         | 0         |
| 6 | Светлое Озеро    | посёлок                      | 0         |
| 7 | Снежинки         | посёлок                      | 0         |
| 8 | Старая Ерыкла    | село                         | 41        |

## Известные люди
- Пашинов, Николай Васильевич — Герой Социалистического Труда, родился 19 декабря 1927 года в селе Новая Ерыкла, работал в колхозе «Борец» Тереньгульского района[13][14].